# RIM-161 Standard Missile 3

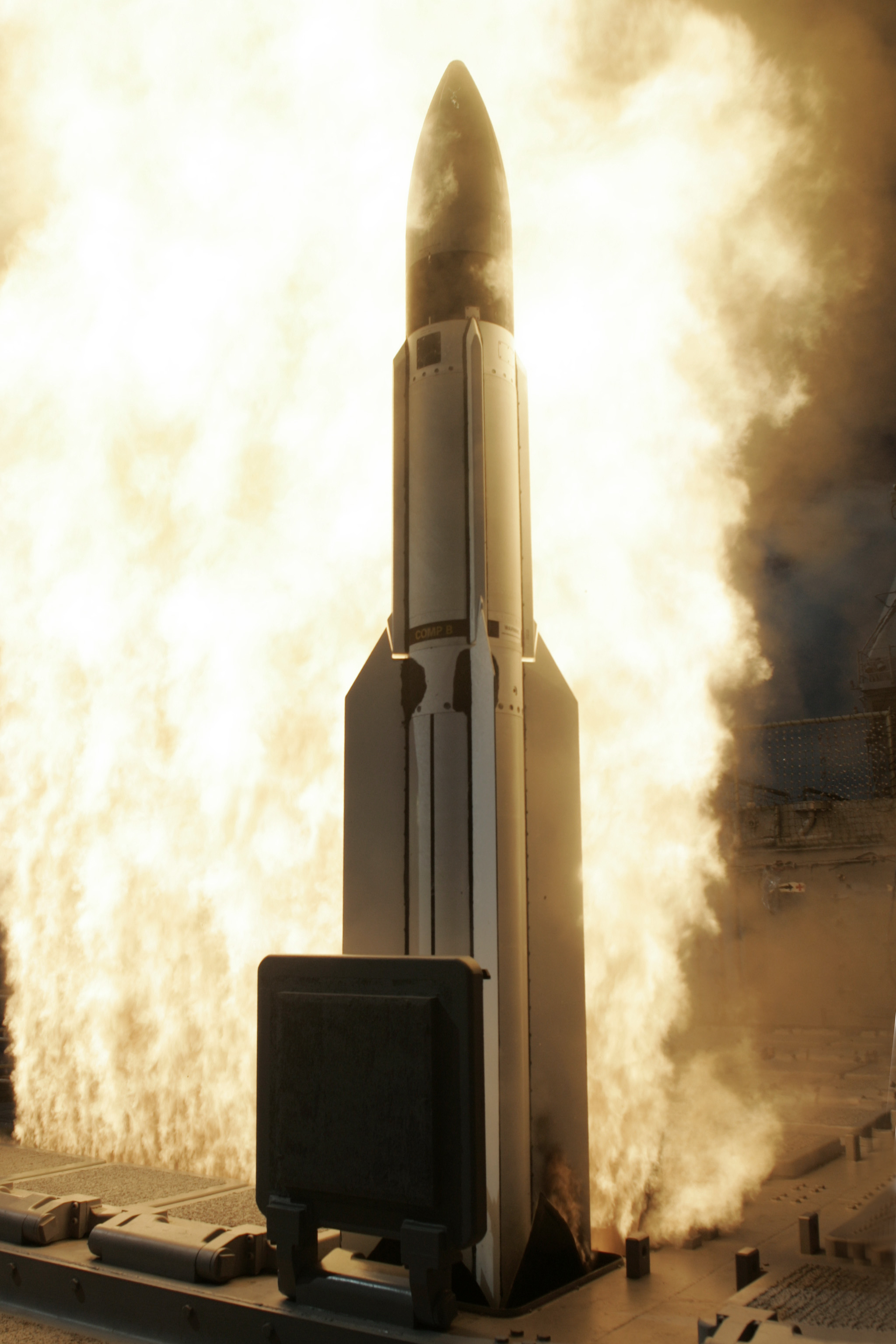
Start pocisku Raytheon RIM-161 Standard SM-3 z pokładu krążownika rakietowego USS Lake Erie (CG 70).

RIM-161 Standard Missile 3 (SM-3) – rodzina morskich, kinetycznych pocisków antybalistycznych, przeznaczonych do zwalczania pocisków balistycznych krótkiego i średniego zasięgu. Wersja Block IIA, znajdująca się nadal w stadium badawczo-konstrukcyjnym, służy również do niszczenia pocisków o zasięgu międzykontynentalnym. Do wyeliminowania celu broń ta wykorzystuje energię kinetyczną, powstałą na skutek bezpośredniego, punktowego uderzenia głowicy w planowany obiekt z prędkością 3,2 km/s. SM-3 jest podstawą systemu antybalistycznego Stanów Zjednoczonych Aegis BMD, działającego w ramach Morskiego Teatru Działań (ang. Navy Theater Wide). Do stycznia 2008 roku przeprowadzono trzynaście testów różnych systemów SM-3, z czego 10 ostatnich zakończyło się skutecznym zestrzeleniem celu.

## Konstrukcja
Pocisk RIM-161 Standard Missile 3 Block IA powstał jako broń wyspecjalizowana w zwalczaniu pocisków balistycznych. Wykorzystuje technologie opracowane w pocisku Raytheon RIM-156 Standard Missile 2ER Block IV, który służył do zwalczania zarówno celów powietrznych, jak i - w ograniczonym zakresie - balistycznych. Pocisk SM-3 przejął kadłub oraz dwa pierwsze stopnie napędowe z SM-2, a poza nimi - otrzymał trzeci stopień, o oznaczeniu Alliant Techsystem MK 136, wykorzystujący paliwo stałe, a także systemy nawigacji GPS/INS oraz głowicę kinetyczną LEAP (Lightweight Exo-atmospheric Projectile).
Głowica LEAP:
- w wersji Block IA do lokalizacji celu, jego odróżnienia od celów fałszywych i wabików oraz do naprowadzania, używa sensora podczerwieni FLIR (Forward-Looking Infrared), manewruje zaś w przestrzeni za pomocą systemu SDACS (Solid Divert and Attitude Control System);
- w wersji Block IB natomiast, zaawansowanego dwukolorowego systemu wyszukiwawczego oraz systemu TDACS (Throttling Divert and Attitude Control System) do manewrów w locie[1].

W odróżnieniu od jednokolorowego sensora podczerwieni wersji Block IA, dwukolorowy sensor wersji Block IB zwiększa możliwości akwizycji (pozyskania) danych o celu oraz jego odróżniania od wabików i celów fałszywych. Podobnie jak w systemie SDACS, TDACS składa się z czterech niewielkich silników nadających głowicy kierunek w trójwymiarowej przestrzeni, jednakże dodatkowo zawiera sześć silników utrzymujących urządzenie wyszukiwawcze głowicy w stanie wyrównania kątowego względem celu.

## Przeznaczenie systemu
Pociski SM-3 Block I (A i B) od początku przeznaczone były dla morskiego systemu Aegis Ballistic Missile Defense (Aegis BMD). System ten, mający stanowić podstawę morskiej części obrony obszaru w fazie terminalnej obrony antybalistycznej (Navy Theater Wide), ma być wyposażony w pociski Standard Missile 3 jako podstawę uzbrojenia antybalistycznego. Z uwagi na stosunkowo niewielką prędkość, pociski w tych wersjach mogą służyć wyłącznie do zwalczania pocisków balistycznych krótkiego (SRBM) i średniego (MRBM) zasięgu. Aktualnie trwają prace nad pociskami SM-3 Block II oraz Block IIA o zwiększonych możliwościach, mogących dodatkowo zwalczać pociski o zasięgu międzykontynentalnym (ICBM), także w środkowej fazie lotu pocisku balistycznego (midcourse phase).
21 lutego 2008 roku o 4:26 czasu polskiego, zmodyfikowany pocisk Raytheon RIM-161 Standard Missile 3 Block IA został wystrzelony z krążownika USA typu Ticonderoga USS "Lake Erie" (CG 70). Pocisk spełnił oczekiwania, niszcząc własnego satelitę rozpoznania USA 193.

## Współpraca międzynarodowa
W związku z poczuciem zagrożenia ze strony Korei Płn. oraz wzrastającą siłą militarną Chin, w 1999 roku do programu Aegis BMD, a co za tym idzie - do prac nad systemem SM-3 - przystąpiła Japonia. Powstał wtedy pocisk w wersji Block II. Początkowo program nosił jedynie charakter badawczy o relatywnie niskim poziomie zaawansowania technologicznego, z budżetem nie przekraczającym 50 mln dolarów US rocznie. W grudniu 2003 roku jednak, program przeszedł z fazy badawczej do rozwojowej i w kooperacji ze Stanami Zjednoczonymi, Japonia zaczęła tworzyć dwuwarstwowy system obrony antybalistycznej, łączący morski system obrony antybalistycznej w fazie środkowej Aegis/SM-3 Sea-based Midcourse Defense (SMD) i lądowy system obrony antybalistycznej w fazie terminalnej, oparty na rakietowym systemie antybalistycznym Patriot PAC-3.
Japonia zakupiła od USA dziewięć SM-3 Block I z zasobnikami MK 21 Mod 2 i częściami zamiennymi oraz dokumentacją techniczną, za 458 milionów dolarów US. Jest to uzbrojenie antybalistyczne niszczyciela rakietowego typu Kongō „Kongō” (DDG-173). 
Od 2010 r. wszystkie niszczyciele japońskie systemu Aegis BMD są wyposażone w pociski SM-3.
Obecnie US Navy wspólnie z Japonią opracowują nową, jednogłowicową wersję antyrakiety Standard SM-3, wyposażoną w głowicę kinetyczną LEAP. Na wyposażeniu okrętów USA i Japonii ma się pojawić w 2016 roku.
W przyszłości antyrakieta (SM-3 Block IIA) ma być wyposażona w technologię wielogłowicową MKV (Multiple Kill Vehicle).